# De Zwarte Berg
De Zwarte Berg is een natuurgebied ten zuidoosten van de Hoorneboegse Heide bij Hilversum. Het is een bosgebied tussen de Hoorneboegse Heide en Hollandsche Rading, aan de westzijde van de Utrechtseweg (N227). De gelijknamige heuvel heeft een hoogte van ca. 16 meter boven NAP. Bij de Zwarte Berg loopt het Tienhovensch Kanaal dood door de hoogte van de heuvel.
Aan de Noodweg ligt dagrecreatieterrein De Zwarte Berg.